# Cahoose Indian Reserve 10
Cahoose Indian Reserve 10 är ett reservat i Kanada.   Det ligger i provinsen British Columbia, i den sydvästra delen av landet, 3 600 km väster om huvudstaden Ottawa.
I omgivningarna runt Cahoose Indian Reserve 10 växer i huvudsak barrskog. Trakten runt Cahoose Indian Reserve 10 är nära nog obefolkad, med mindre än två invånare per kvadratkilometer.